# Église de la Sainte-Parascève de Staničenje
Pour les articles homonymes, voir Église de la Sainte-Parascève.
L'église de la Sainte-Parascève de Staničenje (en serbe cyrillique : Црква Свете Петке у Станичењу ; en serbe latin : Crkva Svete Petke u Staničenju) est une église orthodoxe serbe située à Staničenje, dans le district de Pirot et dans la municipalité de Pirot, en Serbie. Elle est inscrite sur la liste des monuments culturels de grande importance de la république de Serbie (no SK 231),,.
Autrefois l'église était dédiée à saint Nicolas.

## Localisation
L'église est située à environ 10 km à l'ouest de Pirot, au pied du mont Belava. Elle est construite sur un haut plateau dominant la Nišava, à la confluence de cette rivière avec la Temštica, à proximité de la route principale reliant Niš à Sofia.

## Historique
L'église de la Sainte-Parascève est l'église la plus ancienne du district de Pirot et de la région de Ponišavlje.
Une inscription peinte sur le mur occidental au-dessus de l'entrée, précise que les donateurs Arsenije, Jefimije, Konstantin et d'autres, dont le nom est aujourd'hui effacés, ont permis la construction et la peinture de l'église entre 1331 et 1332, à l'époque de l'empereur bulgare Ivan Aleksandre Asen et du seigneur de Vidin, un boyard bulgare nommé Belaur. Plus tard, un narthex avec un porche a été construit dans la partie occidentale de l'édifice.

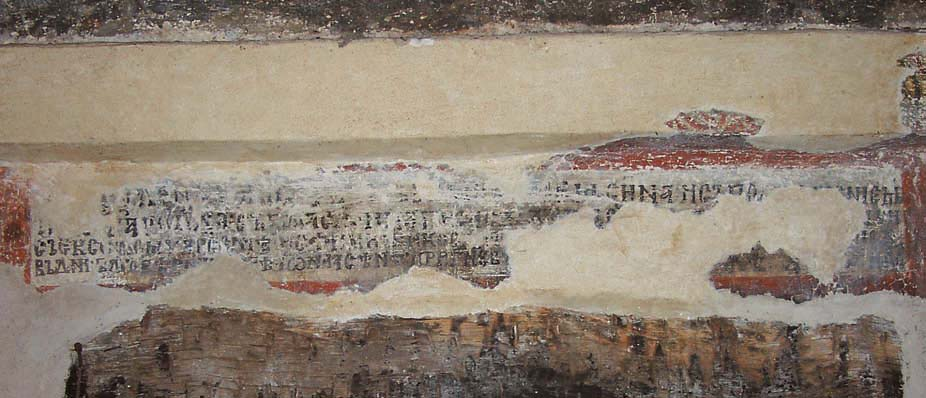
Fresque avec le nom des fondateurs de l'église

Aucune mention écrite de l'église n'est disponible pour la période médiévale. En revanche, une église dédiée à sainte Parascève est citée dans un document ottoman daté de l'époque du sultan Mehmed III (1595–1603) et, par la suite, elle mentionnée dans plusieurs sources historiques qui éclairent son histoire à la fin du XVIIIe siècle et dans les premières décennies du XIXe siècle.

## Architecture

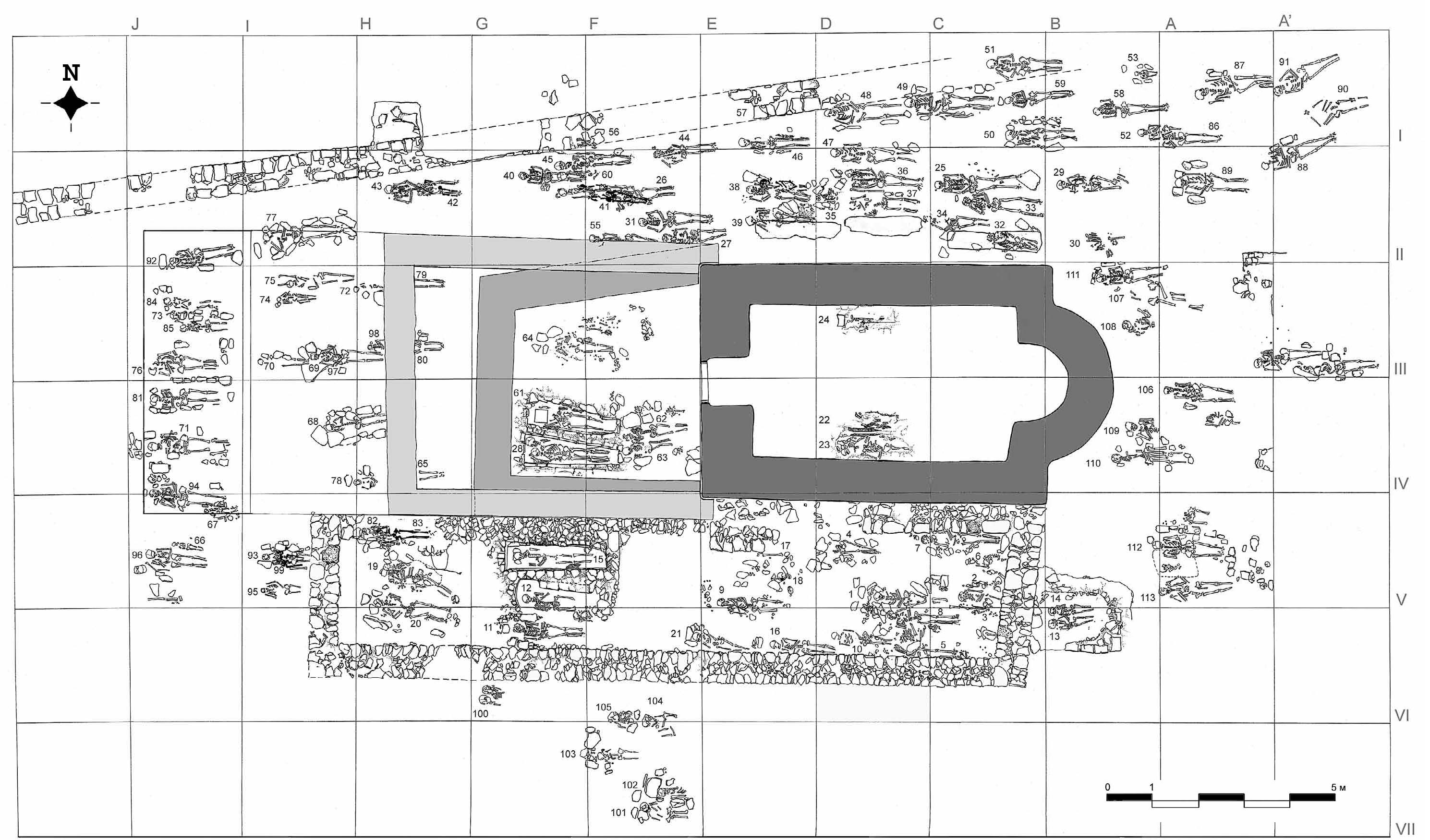
Plan de l'église

## Fresques

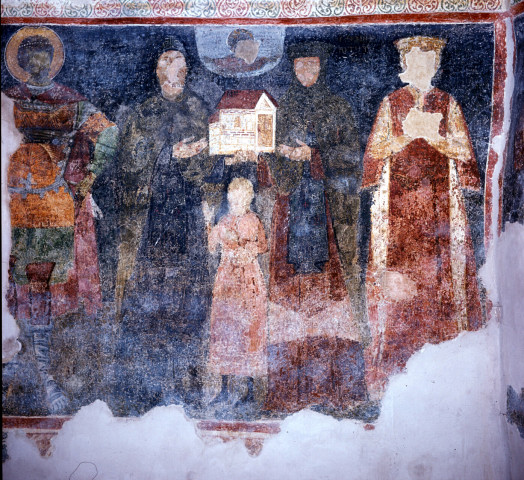
La fresque la plus célèbre de l'église
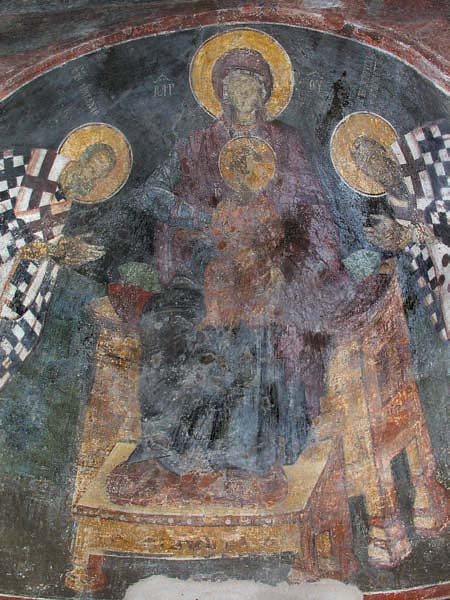
Fresque de la Mère de Dieu à l'Enfant
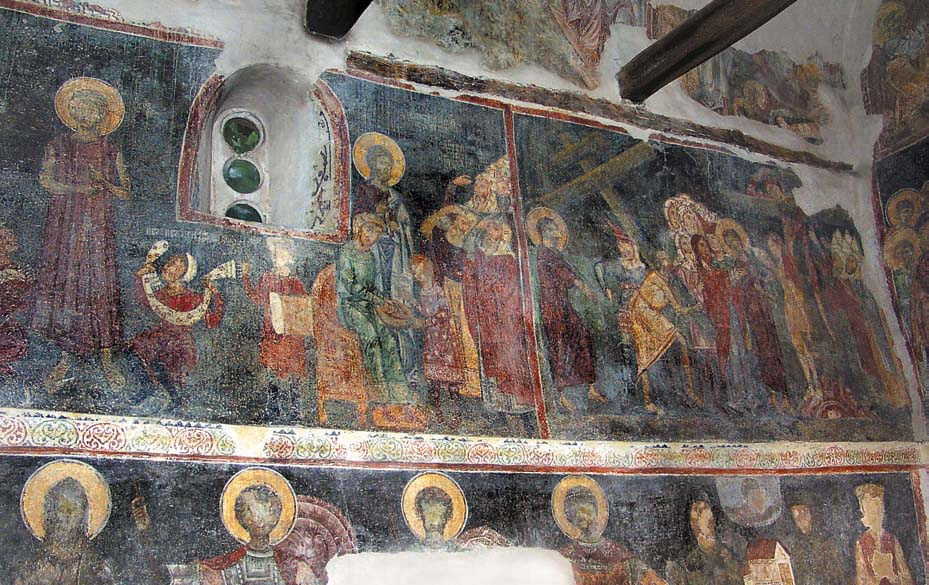
Fresque
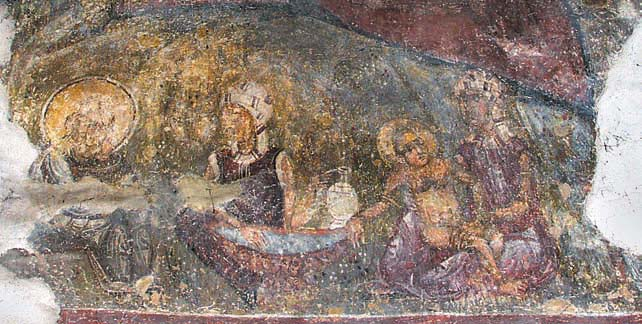
Fresque de la Nativité du Christ

## Tombe

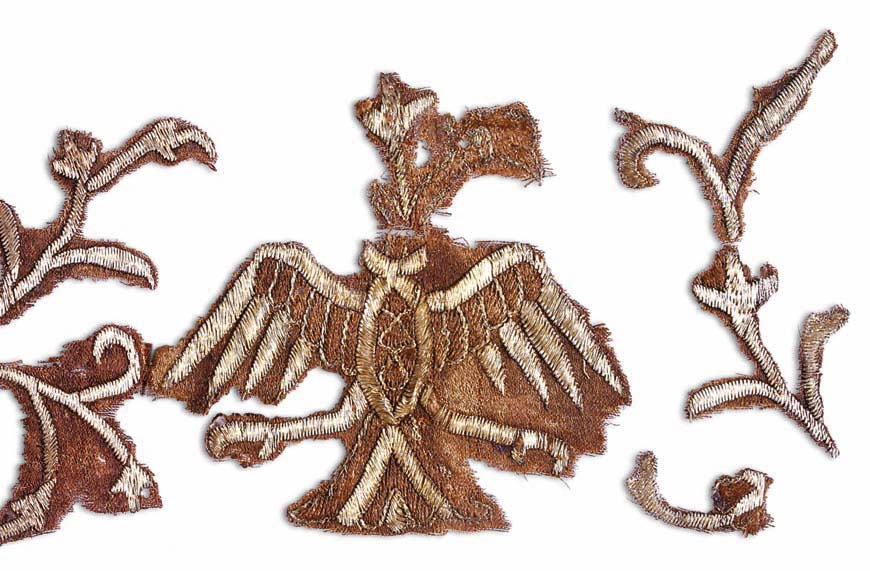
Broderie
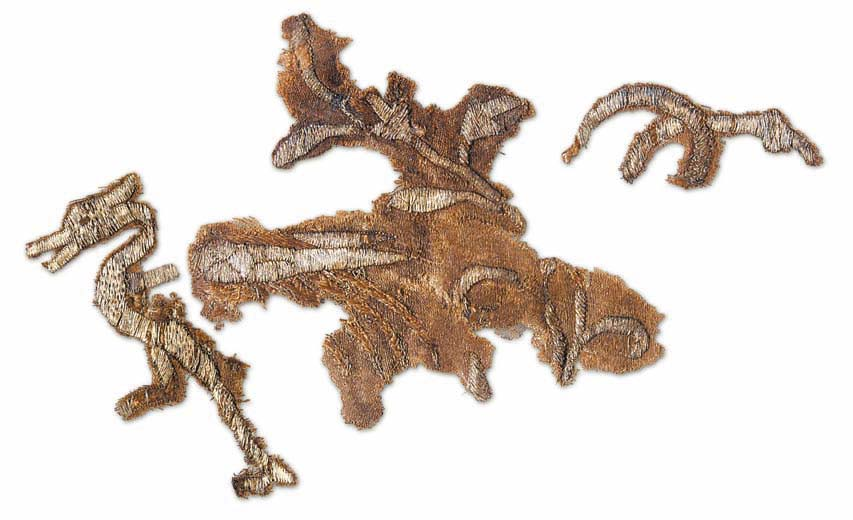
Détail de broderie
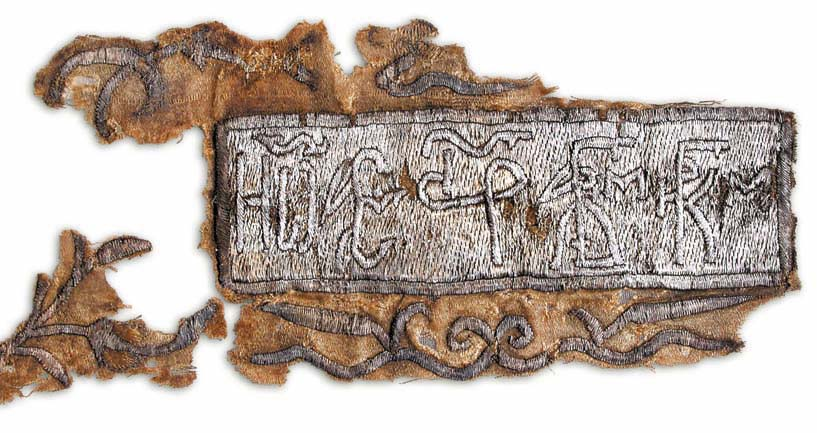
Autre broderie